# بقایای قلعه دزدان
بقایای قلعه دزدان مربوط به سده‌های اولیه و میانی اسلامی است و در شهرستان داورزن، شمال روستای ساروق واقع شده و این اثر در تاریخ ۱۶ اسفند ۱۳۸۴ با شمارهٔ ثبت ۱۴۳۷۵ به‌عنوان یکی از آثار ملی ایران به ثبت رسیده‌است.